# Hyser Betancourt
Hyser Albani Betancourt Machado (La Guaira, Vargas, Venezuela; 15 de marzo de 1998) es una modelo venezolana, figura pública, influencer y ganadora de concursos de belleza que fue titulada como Miss Supranational Venezuela 2015, ello después de haber obtenido el título de Señorita Deporte Venezuela 2015. Betancourt representó a Venezuela en el Miss Supranacional 2015.

## Vida y carrera

### Primeros años
Betancourt nació en La Guaira, Vargas, pero se crio en Naiguatá. Su padres son, Sergio Betancourt, surfista profesional, e Hylan Machado, quien es comerciante. Hyser es Bachiller en Ciencias y voleibolista. En 2019 tuvo a su primer hijo.

## Concursos de belleza
Hyser fue declara como Miss Internet 2014 durante los Carnavales Turísticos de Camurí Grande en su estado natal, lo que daría inicio a su paso por los concursos de belleza.

### Miss Supranational Venezuela 2015
El 12 de noviembre de 2015, Betancourt participó y fue coronada por su antecesora, Reina Rojas, como Señorita Deporte Venezuela 2015. Ello le valió el derecho de representar a Venezuela en Miss Supranacional 2015.

### Miss Supranacional 2015
Ella representó a Venezuela en el certamen Miss Supranacional 2015, que se realizó el 4 de diciembre de 2015 en el Centro Municipal de Recreación y Deportes MOSIR, en Krynica-Zdrój, Polonia. Para su traje típico Hyser eligió una alegoría referente a los Diablos danzantes de Yare. Betancourt no clasificó en el grupo de semifinalistas.

## Controversias
En enero de 2016, Hyser fue involucrada sentimentalmente con el expresidente del Banco Central de Venezuela, Nelson Merentes. Merentes fue objeto de hurto sobre una cuantiosa cantidad de dólares en su residencia, ubicada en La Guaira, del cual fue vinculada Hyser. Aunque otras versiones apuntarían a una prima de Betancourt.
Además de ello, se mencionaría que supuestos procedimientos quirúrgicos a los que se hubiese sometido la joven estuviesen financiados con fondos públicos venezolanos manejados por Merentes.

## Cronología
| Predecesor: Patricia Carreño | Miss Supranational Venezuela 2015 | Sucesor: Valeria Vespoli   |
| Predecesor: Reina Rojas      | Señorita Deporte Venezuela 2015   | Sucesor: Maritza Contreras |